# Ателія (Огайо)
Ателія (англ. Athalia) — селище (англ. village) в США, в окрузі Лоуренс штату Огайо. Населення — 279 осіб (2020).

## Географія
Ателія розташована за координатами 38°30′33″ пн. ш. 82°18′34″ зх. д. / 38.50917° пн. ш. 82.30944° зх. д. (38.509119, -82.309459).  За даними Бюро перепису населення США в 2010 році селище мало площу 1,78 км², з яких 1,78 км² — суходіл та 0,00 км² — водойми.

## Демографія
Згідно з переписом 2010 року, у селищі мешкали 373 особи в 152 домогосподарствах у складі 101 родини. Густота населення становила 210 осіб/км².  Було 163 помешкання (92/км²).
Расовий склад населення:
| - 97,9 % — білих - 0,8 % — корінних американців - 0,8 % — чорних або афроамериканців - 0,3 % — азіатів |

До двох чи більше рас належало 0,3 %. Частка іспаномовних становила 2,1 % від усіх жителів.
За віковим діапазоном населення розподілялося таким чином: 21,4 % — особи молодші 18 років, 66,0 % — особи у віці 18—64 років, 12,6 % — особи у віці 65 років та старші. Медіана віку мешканця становила 39,7 року. На 100 осіб жіночої статі у селищі припадало 91,3 чоловіків;  на 100 жінок у віці від 18 років та старших — 94,0 чоловіків також старших 18 років.
Середній дохід на одне домашнє господарство  становив 42 675 доларів США (медіана — 37 500), а середній дохід на одну сім'ю — 50 333 долари (медіана — 42 813). Медіана доходів становила 30 833 долари для чоловіків та 21 667 доларів для жінок. За межею бідності перебувало 24,2 % осіб, у тому числі 26,4 % дітей у віці до 18 років та 4,8 % осіб у віці 65 років та старших.
Цивільне працевлаштоване населення становило 92 особи. Основні галузі зайнятості: виробництво — 27,2 %, освіта, охорона здоров'я та соціальна допомога — 27,2 %, науковці, спеціалісти, менеджери — 15,2 %, роздрібна торгівля — 10,9 %.